# 体色

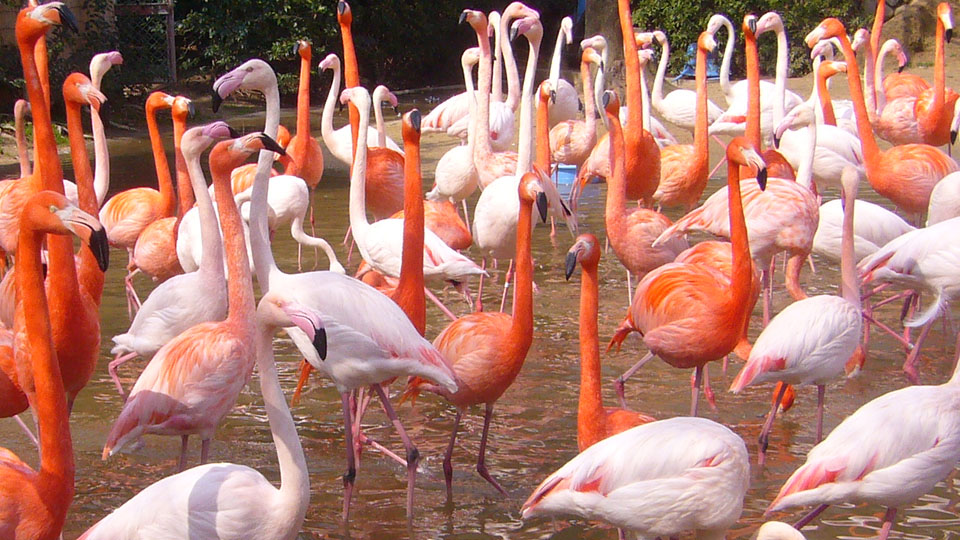
餌であるプランクトンや藻類由来のβ-カロテンやカンタキサンチンによってピンク色となったフラミンゴ。

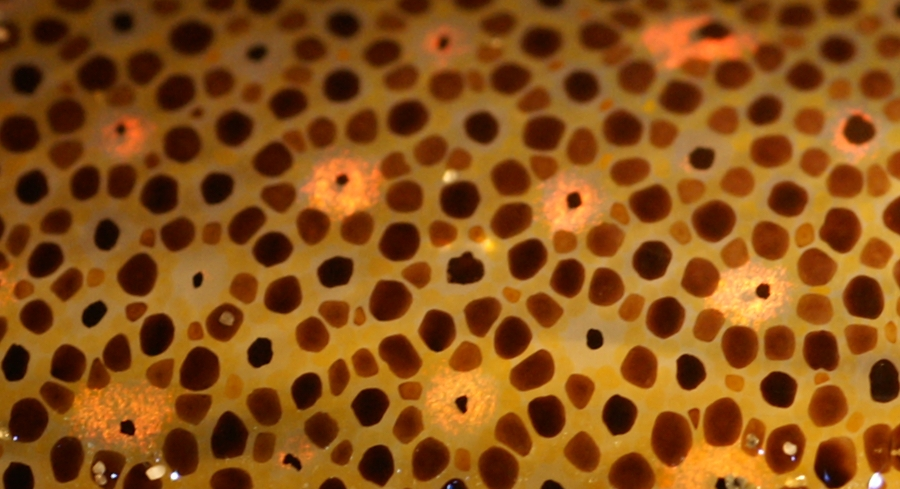
様々な色の色素胞を持つイカの体表。色素胞を筋繊維によって伸縮させて見た目の色を変化させる。

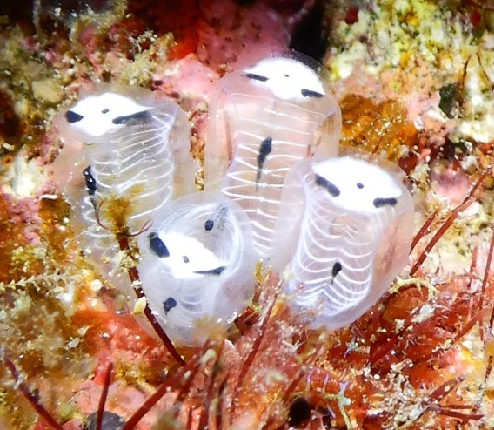
内臓が透けて見えるガイコツバンダホヤ。白く見えるのは白い血管である。

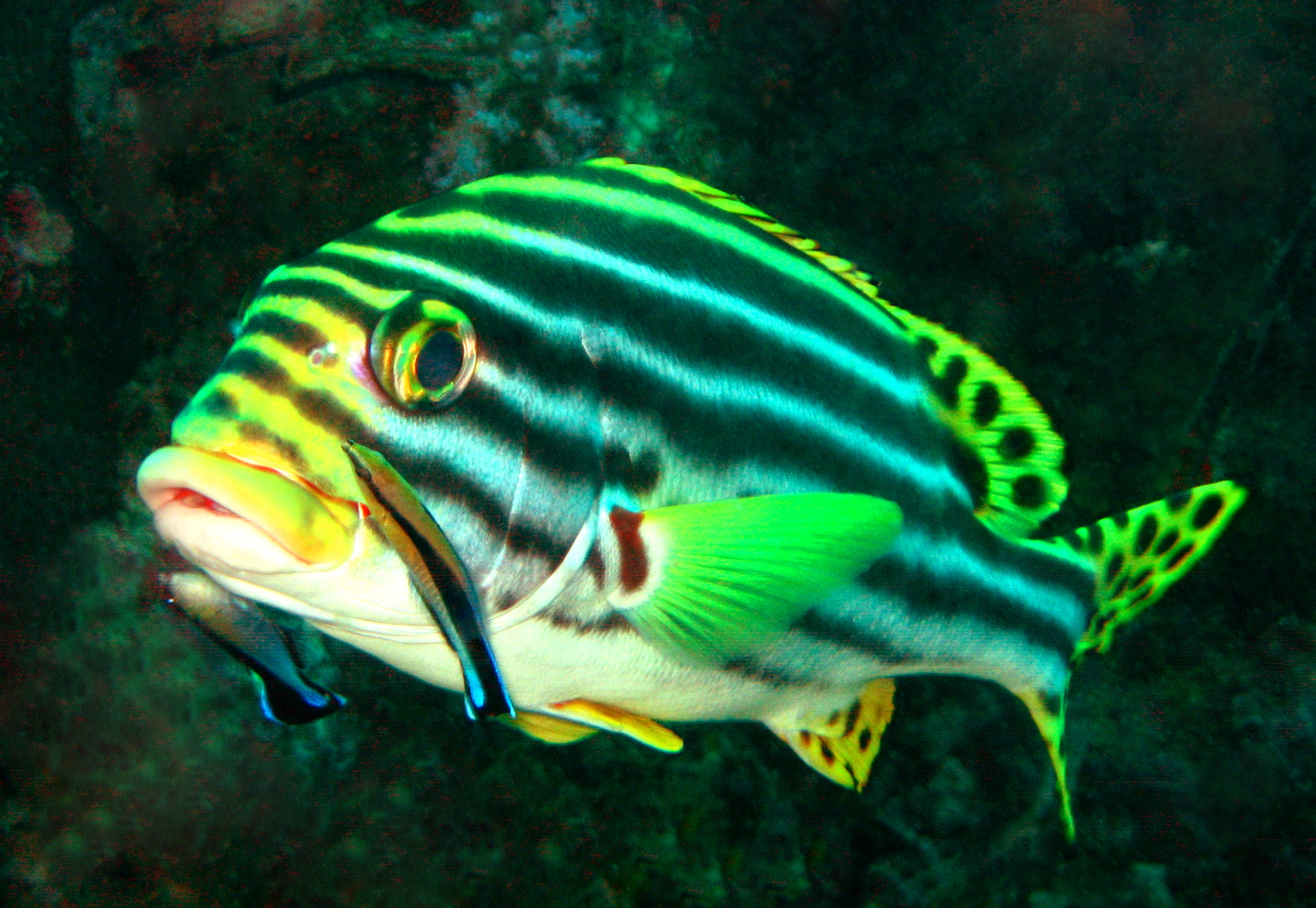
ムスジコショウダイが掃除魚のホンソメワケベラからクリーニング作業を受けている図。掃除魚は、他の掃除しないハゼやベラに比べて青と黄色のストライプという特徴的な体色を持っており、それによって攻撃を受けにくくしている。また、同様の習性をもつクリーナーシュリンプは、目立つ白色が多い傾向が見られる。

体色とは、動物の体表面から反射などにより放たれた光の色彩で、人間などの目に認識される色である。

## 変色
- 擬態、保護色、擬態方法の一覧（英語版） ‐ オタマジャクシは自分の色合いにあう背景を選ぶ傾向がある[5]。
- 体色を変える動物一覧（英語版） ‐ 季節性の変化（冬毛・夏毛などの換毛によるものなど）、繁殖時期の婚姻色、タコやカメレオンなどような環境への変化に対して瞬時に変化する行動などについて。
  - 相変異 (動物) - 季節などの環境の変化に対応した体色などの変化。
  - スモルト - サーモンが海水などに適応する変化時にホルモンなどで銀色になる。
  - 体温調整（英語版） ‐ カメレオン[6]や日光浴をするカエルBokermannohyla alvarengai（英語版）[7]は暑くなると明るい色へ変化して光を反射して体温を調整する。
- 警告色 - 捕食者に毒などを持つことを警告するための派手な色合いで、捕食されないようにする。また似たような種も便乗して同じような色を持ち捕食者に狙われないようにするベイツ型擬態がある。

## 着色
- 構造色
- 生物色素
- 皮膚が薄かったり透明な動物では、血の色や内臓が見える場合がある。例として、ニホンザルの顔や尻が赤い理由は、肌が薄く毛細血管が見えるためである[8]。クラゲなどの様々な動物に透明な生物が存在する[9]。
- 色素胞 - 動物の体色を決めている細胞。タコなどは周囲に合わせて体色をコントロールする性質を持つ。カメレオンも体色を変えれるが、擬態や気分・気温などによって色を変える。魚においては、光吸収性色素胞と光反射性色素胞に区別される[10]。

## 進化
- 工業暗化 ‐ 煤煙によって木などの物体表面色が黒くなることから、蛾の体色が黒色に変化したとされる。
- 放射線 - 放射能に汚染されたチェルノブイリ原発周辺地域のイースタンツリーフロッグ（英語版）は明るい緑から黒へ変化した[11]。

## 病気による変色
- アルビノ
- 色素異常症（英語版） :白変種、 黄変種（英語版）、黒変種（英語版）（メラニズム）、エリスリズム（英語版）(皮膚や毛が赤くなる。赤髪症)
- 黄色色素欠乏（英語版）
- 尋常性白斑
- 色素沈着
- 色素脱失（英語版）、低色素沈着

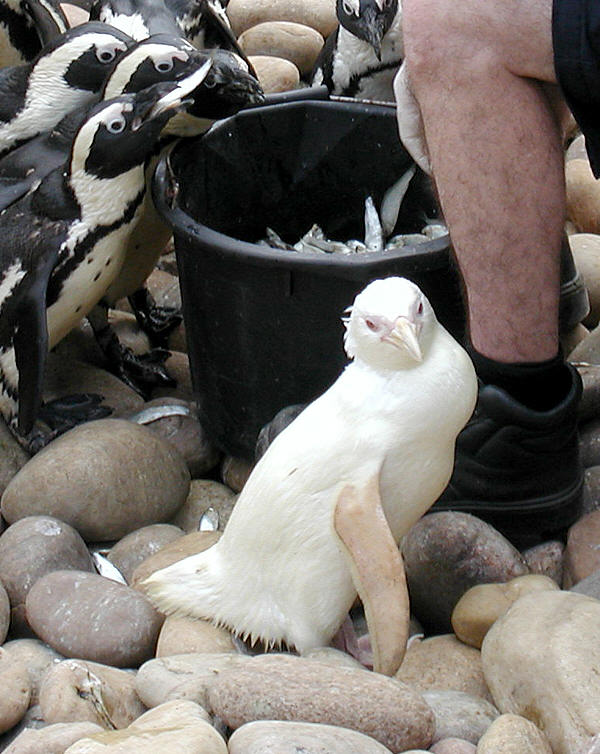
アルビノのペンギン
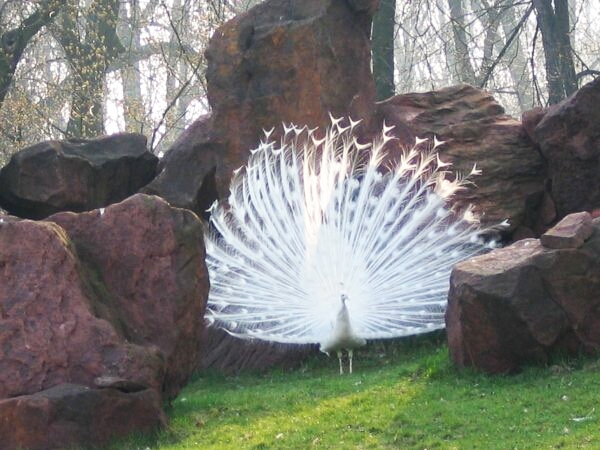
インドクジャクの白変種、シロクジャク
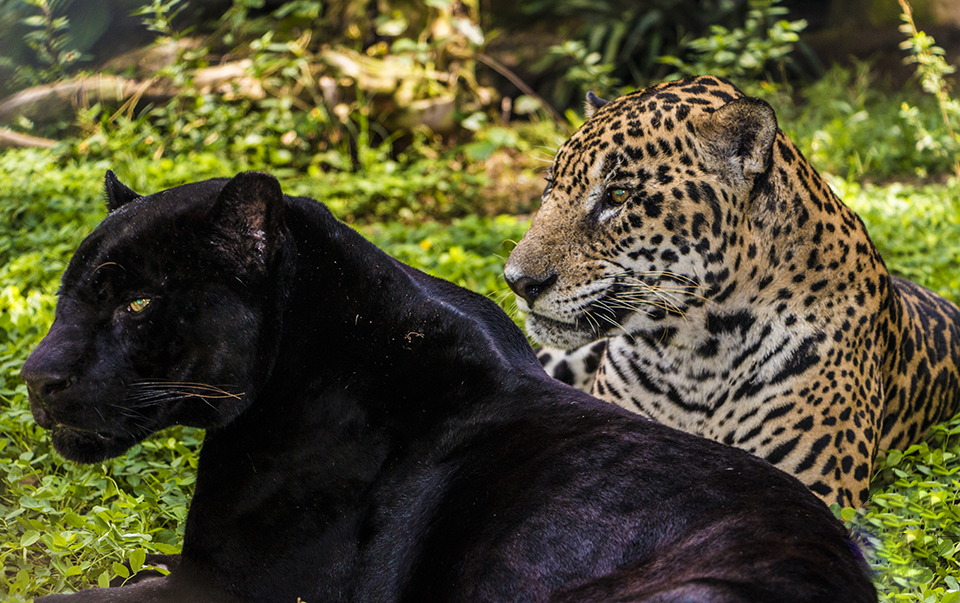
黒変種（英語版）のジャガー
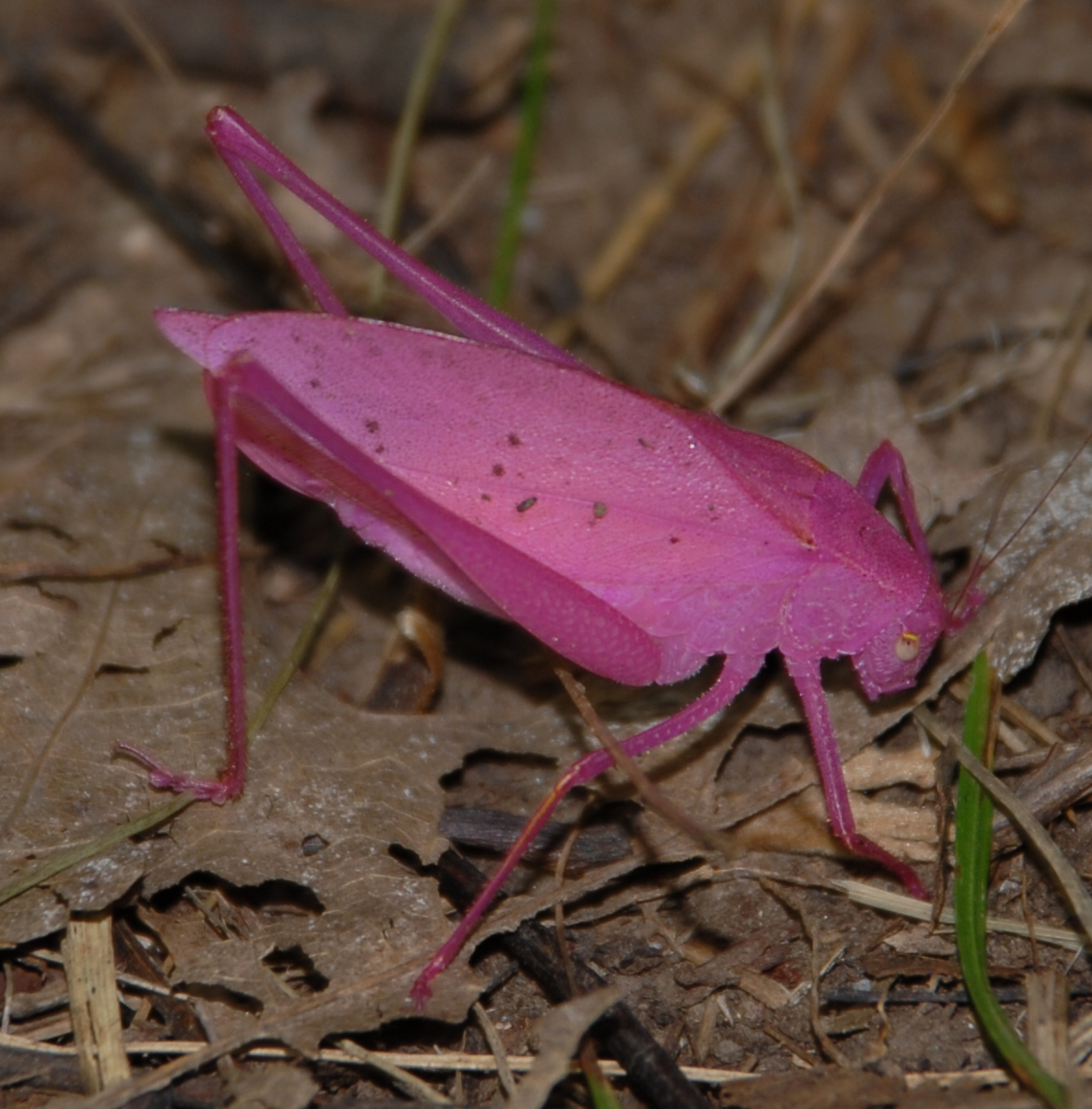
エリスリズム（英語版）のキリギリス
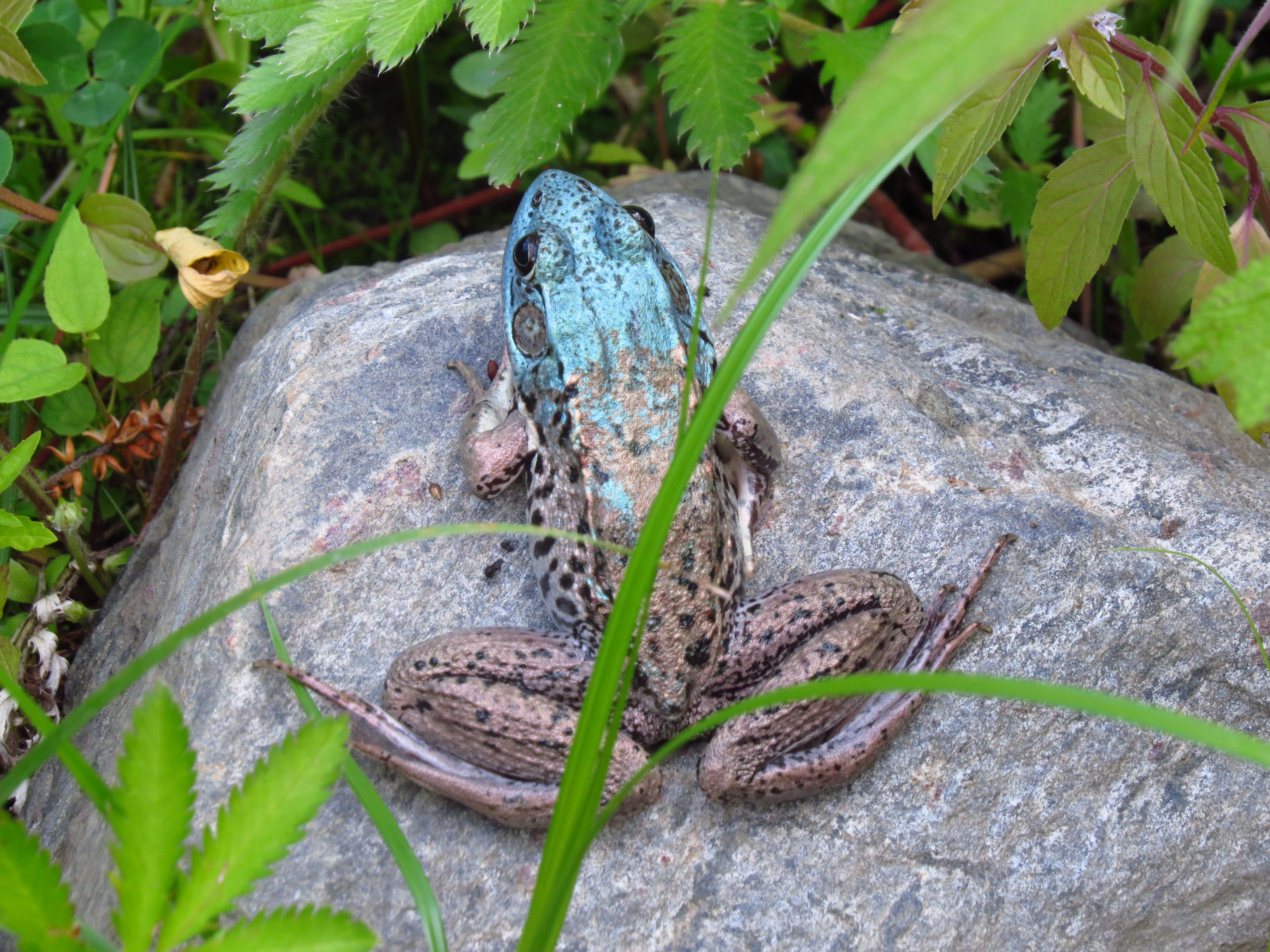
黄色色素欠乏（英語版）のブロンズガエル（英語版）